# 1692 en droit
Chronologie en droit

Cet article présente les faits marquants de l'année 1692 en droit.

## Événements
- 1er mars : arrestation des sorcières de Salem[1].
- 17 et 19 mars : édits de tolérance en faveur du christianisme en Chine[2].

- 27 mai - 29 octobre : procès et exécution des sorcières de Salem[3].

- 23 juin : bulle Romanum decet Pontificem contre le népotisme des papes[4].

## Naissances
- Date imprécise :
  - 17 janvier ou 14 juillet : Adam Friedrich von Glafey, juriste allemand spécialiste de droit public (décédé le 14 juillet 1753).